# Eliã Oliveira
Eliã Oliveira (Cortês/Pernambuco, 13 de dezembro de 1967) é uma cantora e compositora brasileira de música cristã contemporânea, ligada ao movimento pentecostal. É conhecida por citar versículos bíblicos em suas canções. É dona das músicas "Gideão e os Trezentos", "Meu Deus é Fiel", "Vencendo de Pé" e "No Tempo D'Ele".
Em 1985, aos 18 anos, gravou seu primeiro LP, intitulado "Sagrada Lei". Em 2008, lançou seu primeiro DVD em comemoração aos 25 anos do seu ministério. Em 2019, lançou o seu primeiro EP, chamado “O Céu em Ação”, lançado pelo Thiba Studio Vip, que se destacam as canções “O Céu Em Ação" e "Calma”.

## Biografia
Eliã Oliveira tem quarenta anos de carreira e vinte e seis álbuns gravados, e a todo ano esse número aumenta, a cantora sempre surpreende com mais um álbum a ser adicionado na sua discografia.

### 1983-2009: Primeiros Trabalhos e Carreira
A primeira oportunidade de gravar um álbum em LP veio quando cantava a música Silêncio da cantora Leni Silva na igreja. Iniciou sua carreira com o álbum Sagrada Lei em 1985, deu continuidade com o Quem É Como Deus? gravado em 1986, gravou mais um em 1987 e outro em 1989.
Se casou em 1991. Ficou um longo período sem gravar nada, mas voltou em 1996 gravando A Maior Dor que teve nova versão anos depois. Em 1997, gravou seu primeiro CD intitulado Barulho de Glórias. Em 1998, grava o álbum que cresceu seu destaque a nível local, Mensagem de Alerta, com destaque para "Meu Deus é Fiel" e "Meu Consolador". Em 2002, lançou um projeto especial com seus filhos, Neto e Junior, o infantil Aprendendo com a Bíblia. Em 2003, lançou novamente no em carreira solo O Tempo de Deus.
Em 2004, veio o Mais Que Vencedor e Na Sombra d'Ele, deste chamando atenção com a faixa-título", ambos produzidos na GN Produções em Recife. Em 2006, com o álbum O Momento de Deus, Eliã surpreendeu com a faixa Revelação, de sua autoria, mostrando um pouco do estilo que a faria conhecida nacionalmente. Em 2007 lançou um álbum acústico e em 2008 lançou Oleiro, com o mesmo efeito de O Momento de Deus mas na faixa "Adeus Lodebar".
Ainda em 2008 lançou seu primeiro DVD, 25 Anos de Louvor e Adoração, contendo as principais canções mais conhecidas de seu vasto repertório desde então. Em 2009, Eliã regravou o seu quinto álbum, ainda em LP A Maior Dor, pela GN. Em 2011, lançou um último trabalho pela GN, o Interpretando a Harpa, com dez hinos da Harpa Cristã.[carece de fontes?]

### 2012: Alcance Nacional
Em 2011, Eliã Oliveira sai da GN Produções e prepara seu álbum de maior destaque. Intitulado Trajetória de um Fiel, traz dez faixas, seis assinadas pela própria Eliã, e as outras quatro de autoria de Samuel Mariano. Se destaca a música "Gideão e os Trezentos". Este álbum foi apresentado no Programa do Ratinho, no dia 20 de junho de 2011. A Patmos Music muda de nome para CPAD Music em 2012, lançando o segundo trabalho pelo selo: Vencendo de Pé. Com quatorze faixas, em que delas Eliã assinava apenas duas.

### 2013 - Atualmente
Em 2013, lançou A Carta, desta vez com a Bereia Music, gravadora vinculada à IEADPE. Ultrapassou 50000 vendas e Eliã ganhou o disco de ouro em 2016. Em 28 de maio de 2015, Eliã Oliveira lança o segundo: Em Nome do Senhor. Em 2016 gravou Providência, com lançamento especial no dia 2 de junho, no 15º Congresso de Mulheres da IEADPE.
Em 2017, lançou o seu vigésimo sexto álbum, pela WA Music, Benção, com oito faixas inéditas e com quatro regravações. A canção "No Tempo D'Ele" rapidamente alcançou 10 milhões de visualizações no YouTube. Em 2018, lançou seu primeiro EP intitulado O Céu Em Ação gravado pelo Thiba Studio, se destacando com "O Céu Em Ação" e "Calma".
Em 2021, Eliã assinou com a MK Network, o serviço de gestão de canais do YouTube da MK Music e fazendo participações com artistas da casa. Foi noticiado pela página Assembleianos de Valor, porém não encontra respaldo na Pleno News, o serviço de notícias do grupo MK. Ao que tudo indica, continua na WA Music.

## Reconhecimento
Eliã Oliveira já ganhou seis discos de ouro, entre eles dos principais álbuns Vencendo de Pé e Trajetória de um Fiel. Seu estilo musical se aproxima de gêneros latinos, letras compridas de longas descrições bíblicas e arranjos de forte impacto, tornando Eliã a principal referência em música gospel contemporânea do pentecostal feminino no Nordeste do país e dando as bases para o cenário musical pentecostal nordestino da década de 2010.
Notadamente, na IEADPE, antigo ministério da cantora, ela era impedida de se apresentar em outras denominações dentro do estado de Pernambuco, porém com o recente casamento com o pastor Josué Morais, pastor da Assembleia de Deus em Abreu e Lima, se mudou de ministério e com isso sua agenda pelo país aumentou vertiginosamente, se apresentando como na ADVEC e na Igreja da Lagoinha, denominações de grandes diferenças tradições teológicas à típica de Eliã.

## Família
Em 1991, Eliã Oliveira casou-se com o presbítero Erivaldo Mariano, tem dois filhos, Neto (Leônidas Neto) e Junior (Erivaldo Junior), que também são compositores. Em 2018, Erivaldo Mariano falece após ser acometido por câncer. Após três anos, anunciou no dia 10 de novembro, seu casamento com o pastor Josué Morais, acontecido no dia 15 de dezembro de 2021.

## Discografia
- 1983: CD Sagrada lei
- 1986: CD quem é como Deus?
- 1987: CD Cristo é a nossa bandeira
- 1989: CD Novo amanhecer
- 1996: CD A maior dor
- 1997: Barulho de glória
- 1998: Mensagem de alerta
- 2000: Melhores Momentos
- 2001: Não vou desistir
- 2002: Aprendendo com a bíblia (Netinho e Junior)
- 2003: O tempo de Deus - 20 anos de louvor
- 2004: Mais que vencedor
- 2005: Na sombra dEle
- 2006: O momento de Deus
- 2007: Acústico
- 2008: Oleiro
- 2008: 25 de louvor (Ao Vivo)
- 2009: Dupla honra
- 2009: A maior dor "Regravação"
- 2010: É Ele
- 2011: Interpretando a Harpa
- 2011: Trajetória de um fiel
- 2012: Vencendo de pé
- 2013: A carta
- 2015: Em nome do Senhor
- 2016: Providência
- 2017: Benção
- 2019 : EP O Céu em Ação